# Presidenti della Rioja
Il presidente della Rioja (in spagnolo Presidente de La Rioja) è il capo del governo della comunità autonoma della Rioja. L'attuale presidente è Gonzalo Capellán del PP, che ricopre la carica dal 29 giugno 2023.

## Elenco
| Immagine           | Presidente (Nascita–Morte)         | Partito | Mandato                          |
| ------------------ | ---------------------------------- | ------- | -------------------------------- |
| Stemma di La Rioja | Luis Javier Rodríguez Moroy (1944) | UCD     | 27 agosto 1982 – 25 gennaio 1983 |
| Rodríguez          | Antonio Rodríguez Basulto (1945)   | UCD     | 25 gennaio 1983 – 30 maggio 1983 |
| Stemma di La Rioja | José María de Miguel (1950)        | PSOE    | 30 maggio 1983 – 30 giugno 1987  |
| Stemma di La Rioja | Joaquín Espert (1938)              | AP/PP   | 27 luglio 1987 – 8 gennaio 1990  |
| Sáenz              | José Ignacio Pérez Sáenz (1951)    | PSOE    | 8 gennaio 1990 – 30 giugno 1995  |
| Sanz               | Pedro Sanz (1953)                  | PP      | 30 giugno 1995 – 3 luglio 2015   |
| Ceniceros          | José Ignacio Ceniceros (1956)      | PP      | 3 luglio 2015 – 29 agosto 2019   |
| Andreu             | Concha Andreu (1967)               | PSOE    | 29 agosto 2019 – 29 giugno 2023  |
| Andreu             | Gonzalo Capellán (1972)            | PP      | 29 giugno 2023 – in carica       |